# Норма Кулінг
Норма Кулінг (англ. Norma Kuhling, нар. 4 грудня 1990, Нью-Йорк, Нью-Йорк, США) — американська акторка. Вона відома своїми ролями доктора Ави Беккер у драматичному телесеріалі «Медики Чикаго» та Бет у фільмі «Сімейка Джонсів».

## Біографія
Кулінг народилася та виросла в Нью-Йорку і є дочкою художника-постановника Крісті Зі та Майкла Кулінга. Навчалася в Лондонській академії музики та драматичного мистецтва.

## Кар'єра
Ранні ролі включають комедійну драму «Сімейка Джонсів» та постановку п'єси Майкла Веллера «Діти місяця» 2011 року на Беркширському театральному фестивалі. У 2016 році вона знялася в романтичному фентезі-фільмі «Занепалий» і з'явилася як гостя в першому сезоні «Падаюча вода». Кулінг приєдналась до медичного драматичного серіалу NBC «Медики Чикаго» у 2017 році в ролі доктора Ава Беккер, амбітний спеціаліст із кардіоторакальної хірургії. Вона вперше з'явилася у фіналі 2 сезону і регулярно з'являлася в 3 і 4 сезонах до її виходу з серіалу в 2019 році.
Вона знялася в незалежному фільмі 2019 року «Чотирнадцять» у ролі Джо Мітчел, проблемної соціальної працівниці, яка підтримує складні дружні стосунки зі своєю подругою Марою (у виконанні Теллі Медел).
Станом на 2021 рік Кулінг грає Нору Фавлер, тактичного медика у драматичному бойовику CBS «Спецназ»

## Особисте життя
Про особисте життя акторки нічого не відомо.

## Фільмографія
| Рік       |    | Українська назва  | Оригінальна назва | Роль        |
| --------- | -- | ----------------- | ----------------- | ----------- |
| 2009      | ф  | Сімейка Джонсів   | The Joneses       | Бет         |
| 2016      | ф  | Занепалий         | Fallen            | Рейчел      |
| 2016      | с  | Падаюча вода      | Falling Water     | Еліс Мартін |
| 2017—2019 | с  | Медики Чикаго     | Chicago Med       | Ава Беккер  |
| 2018      | с  | Пожежники Чикаго  | Chicago Fire      | Ава Беккер  |
| 2019      | ф  | Чотирнадцять      | Fourteen          | Джо Мітчел  |
| 2020      | кф | Колискова кохання | Lullaby to Love   | Гелен       |
| 2021      | кф | Долина Смерті     | Death Valley      | Грейс       |
| 2021—2022 | с  | Спецназ           | S.W.A.T.          | Нора Вофлер |